# Elbridge G. Lapham

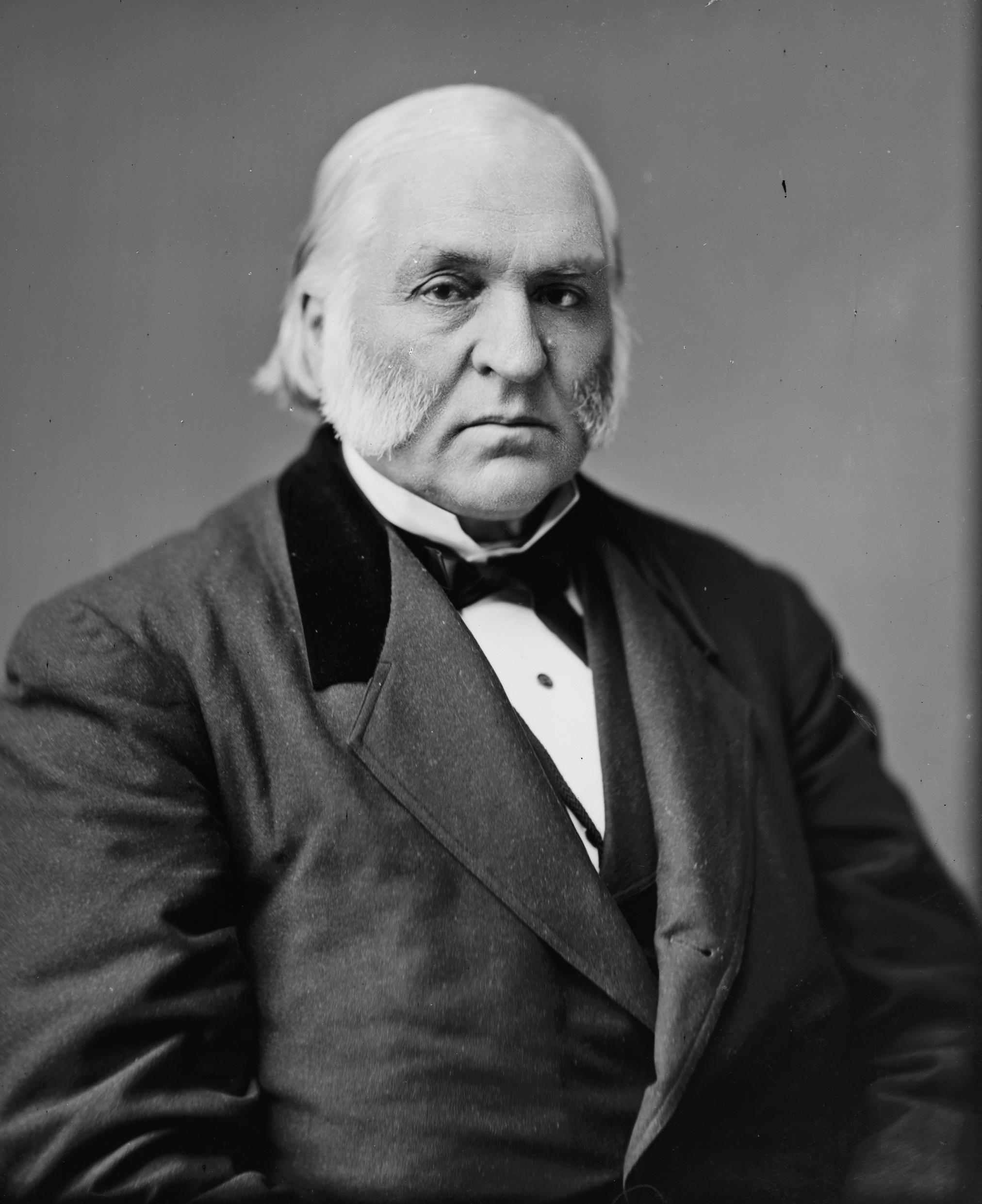
Elbridge G. Lapham

Elbridge Gerry Lapham (* 18. Oktober 1814 in Farmington, Ontario County, New York; † 8. Januar 1890 in Canandaigua, New York) war ein US-amerikanischer Politiker (Republikanische Partei), der den Bundesstaat New York in beiden Kammern des US-Kongresses vertrat.

## Leben
Nach dem Besuch der öffentlichen Schulen sowie einer Privatschule in Canandaigua studierte Elbridge Lapham zunächst das Bauingenieurwesen, später dann die Rechtswissenschaften. Er wurde 1844 in die Anwaltskammer aufgenommen und begann in Canandaigua zu praktizieren. Sein erstes politisches Mandat hatte er 1867 als Delegierter zum Verfassungskonvent von New York inne.
1874 wurde Lapham dann als Vertreter des 27. Kongresswahlbezirks von New York ins Repräsentantenhaus der Vereinigten Staaten gewählt. Nach mehrfacher Bestätigung durch die Wähler gehörte er der Parlamentskammer zwischen dem 4. März 1875 und dem 29. Juli 1881 an. Während dieser Zeit war er unter anderem federführend am Amtsenthebungsverfahren gegen Kriegsminister William W. Belknap beteiligt. Er legte sein Abgeordnetenmandat nieder, um innerhalb des Kongresses in den Senat zu wechseln. Dort folgte er nach seinem Sieg bei der Nachwahl dem zurückgetretenen Roscoe Conkling.
Lapham beendete Conklings bis zum 3. März 1885 laufende Amtszeit; um die Wiederwahl bewarb er sich nicht. Im Senat war er unter anderem Vorsitzender des Committee on Fish and Fisheries. In der Folge arbeitete er wieder als Jurist in Canandaigua, wo er am 8. Januar 1890 starb.